# シェパードの補題
シェパードの補題（シェパードのほだい、英: Shephard's lemma）は、企業理論や消費者選択に応用されるミクロ経済学の結果である。この補題は、支出関数や費用関数の無差別曲線が凸関数であれば、与えられた財（{\displaystyle i}）の価格 {\displaystyle p_{i}} における費用最小化点は一意に定まることを述べている。つまり、消費者は、財の市場価格が与えられたときに、一定の効用水準を得るための価格を最小化するよう、各財を一意の最適量だけ購入する。
この補題はロナルド・シェパードにちなんで名付けられたもので、彼は1953年の著書『Theory of Cost and Production Functions』で距離公式を用いてこれを証明した。消費者理論における同値の結果は、ライオネル・マッケンジーが1957年に初めて導いた。これは、支出関数を財の価格で偏微分した値が、当該財のヒックス需要関数に等しいことを示している。同様の結果は、すでにジョン・ヒックス（1939年）やポール・サミュエルソン（1947年）によって導かれていた。

## 定義
消費者理論において、シェパードの補題は、効用水準 {\displaystyle u} と価格ベクトル {\displaystyle \mathbf {p} } が与えられたときの財 {\displaystyle i} の需要は、支出関数を当該財の価格で偏微分した値に等しいと述べる。
{\displaystyle h_{i}(\mathbf {p} ,u)={\frac {\partial e(\mathbf {p} ,u)}{\partial p_{i}}}}
ここで、{\displaystyle h_{i}(\mathbf {p} ,u)} は財 {\displaystyle i} のヒックス需要、{\displaystyle e(\mathbf {p} ,u)} は支出関数であり、いずれも価格ベクトル {\displaystyle \mathbf {p} } と効用 {\displaystyle u} の関数である。
同様に、企業理論においては、費用関数 {\displaystyle c(\mathbf {w} ,y)} を要素価格で偏微分すると、それが各投入要素の条件付き要素需要となる。
{\displaystyle x_{i}(\mathbf {w} ,y)={\frac {\partial c(\mathbf {w} ,y)}{\partial w_{i}}}}
ここで、{\displaystyle x_{i}(\mathbf {w} ,y)} は要素 {\displaystyle i} の条件付き要素需要、{\displaystyle c(\mathbf {w} ,y)} は費用関数であり、いずれも要素価格ベクトル {\displaystyle \mathbf {w} } と産出量 {\displaystyle y} の関数である。
シェパードの元の証明は距離公式を用いていたが、現代的な証明では包絡線定理が用いられる。

## 微分可能な場合の証明
記法を簡単にするため、2財の場合を示す。支出関数 {\displaystyle e(p_{1},p_{2},u)} は、次のラグランジュ関数で表される制約付き最適化問題の値関数である。
{\displaystyle {\mathcal {L}}=p_{1}x_{1}+p_{2}x_{2}+\lambda (u-U(x_{1},x_{2}))}
包絡線定理によれば、パラメータ {\displaystyle p_{1}} に関する値関数 {\displaystyle e(p_{1},p_{2},u)} の偏微分は次の通りである。
{\displaystyle {\frac {\partial e}{\partial p_{1}}}={\frac {\partial {\mathcal {L}}}{\partial p_{1}}}=x_{1}^{h}}
ここで、{\displaystyle x_{1}^{h}} は最小化解（すなわち財1のヒックス需要関数）である。これで証明は完了する。

## 応用
シェパードの補題は、支出（または費用）関数とヒックス需要との関係を与える。この補題は、間接効用関数と対応するマーシャル需要関数との関係を与えるロワの恒等式として書き換えることができる。